# Леса Мьюра
«Леса Мьюра» (англ. Muir Woods National Monument) — национальный памятник, находящийся в 19 км к северу от Сан-Франциско и являющийся частью парка (зоны отдыха) «Золотые Ворота». Соседствует с городом Милл-Вэлли.
Мюир Вудс занимает 226 га, на 97 из них произрастает Coast Redwood, дословно — береговое красное дерево (Sequoia sempervirens — лат.), именуемое в русском языке просто «Секвойя». Это дерево не следует путать с близкородственным деревом Giant Sequoia (в английском: Sequoia) — чуть менее высоким, но более толстым и мощным, именуемым по-русски «Секвойядендрон», или же гигантской секвойей, которое растёт на Калифорнийских склонах Сьерра-Невады.

## География
Мюир Вудс находится в ущелье, расположенном вдоль берега Тихого океана не дальше 2-3 км от него, что обусловлено ареалом Sequoia sempervirens. Этот ареал протянулся по берегу океана от южной границы штата Орегон до Биг Сюр (городок между Сан-Франциско и Лос-Анджелесом)
Уникальный климат этого побережья — прохладный океан и яркое солнце — способствует росту самых высоких деревьев на Земле, секвойи. Её листья способны забирать влагу из воздуха, что необходимо для таких высоких деревьев, так как корневая система не способна поднять достаточно воды на высоту более 100 м.
Среднесуточная температура в районе от 4 до 21 °C , годовое количество осадков в парке колеблется от 39,4 дюймов (1000 мм) в нижней части долины до 47,2 дюймов (1200 мм) на верху склонов. Высокие деревья растут в ущельях, которые защищают их от сильных ветров.

## Флора
Основное дерево в Мьюир Вудс — Секвойя вечнозелёная (Sequoia sempervirens).
Эти более высокорослые родственники гигантской секвойи (Sequoiadendron giganteum) вырастают до высоты 380 футов (115 м). Самое высокое дерево в Мьюир Вудс имеет высоту 258 футов (79 м). Средний возраст деревьев в Мьюир Вудс от 500 до 800 лет, самые старые — 1200 лет.
Высокие кроны секвойи оставляют мало шансов другим деревьям, которым приходится адаптироваться к слабому солнечному освещению. Местный клен (Bigleaf Maple) имеет особо большие листья. Встречается лавр и таноак (Tanoak).

## Почва
Секвойи растут на коричневых богатых гумусом суглинках, которые могут быть щебнистыми, каменистыми и частично песчаными. Эти почвы хорошо дренированы и умеренно кислые.

## История
Сто пятьдесят миллионов лет назад эти деревья росли по всему континенту. К приходу лесорубов в XIX веке они занимали площадь 8000 км². К началу 20 века большинство этих лесов были вырублены.
Чтобы спасти остатки деревьев, местный бизнесмен Уильям Кент с женой Элизабет купили 247 га земли, которые при строительстве плотины должны были быть затоплены. Гидротехническая компания подала на него в суд и тогда Кент нашел выход — он подарил 119 га земли федеральному правительству.
9 января 1908 года президент Теодор Рузвельт (Theodore Roosevelt) объявил эти земли национальным памятником. По условию Кента памятник был назван в честь натуралиста Джона Мьюира (John Muir), который много сделал для создания системы национальных парков.
В 1937 году строительство моста Золотые Ворота (Golden Gate Bridge) было завершено, и посещаемость парка выросла в три раза, достигнув более 180 тыс.человек. Сейчас Мьюир Вудс является одной из основных туристических достопримечательностей Сан-Франциско, Bay Area (San Francisco Bay Area) (776 тыс. посетителей в 2005 году).

## Фауна
В Мьюир Вудс живут более чем 50 видов птиц. Это относительно небольшое число связано с отсутствием насекомых. Танин, содержащийся в деревьях, отталкивает насекомых.
Иногда можно увидеть северную пятнистую сову (Northern Spotted Owl) и дятлов (Pileated woodpecker).
Обитают здесь различные млекопитающих размером от крота (American Shrew Mole) до оленя. Большинство млекопитающих ведут ночной образ жизни или обитают под землей. Часто можно увидеть бурундука и серых белок.
Последний американский чёрный медведь (American Black Bear) был замечен в 2003 году.

## Галерея

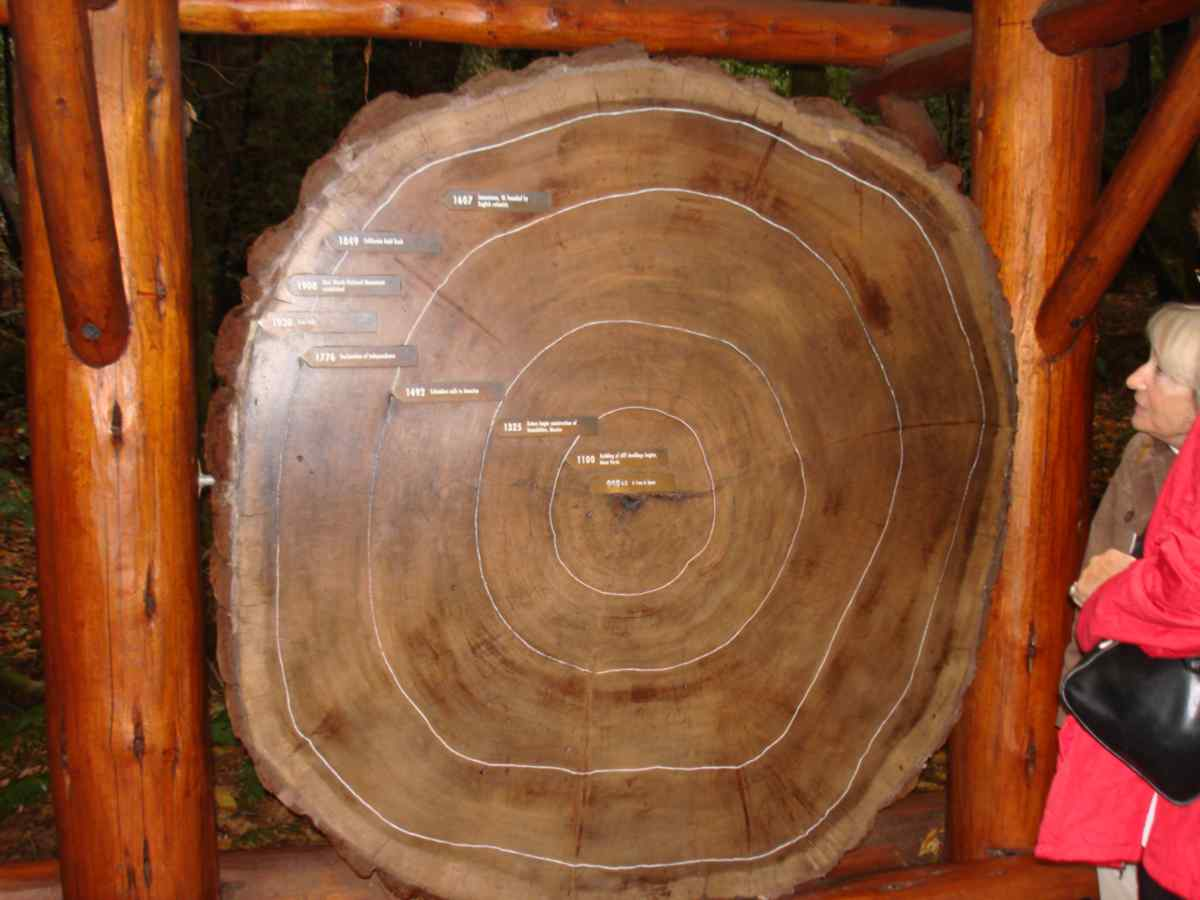
Срез тысячелетнего дерева
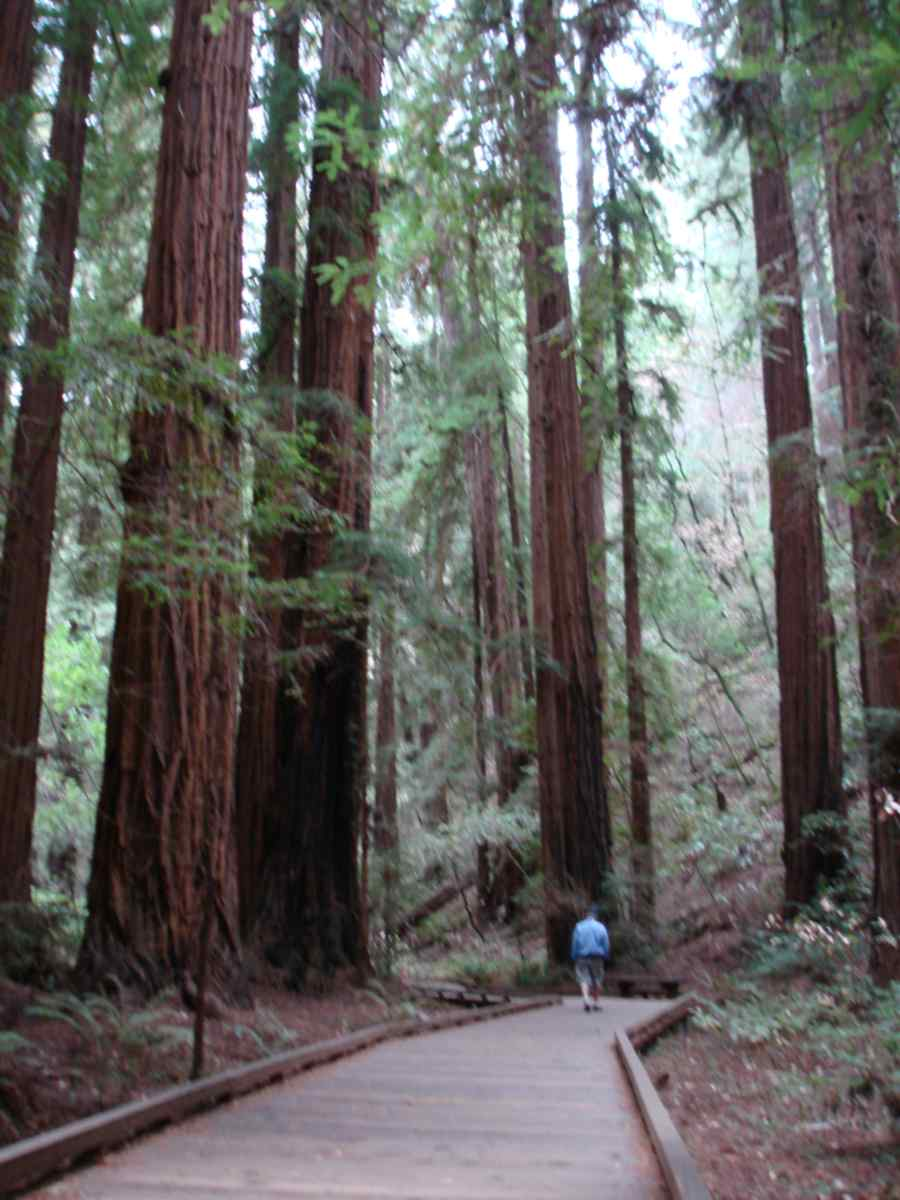
В Мьюирском лесу